# Claudio Lagomarsini
Claudio Lagomarsini (Carrara, 21 de agosto de 1984) es un filólogo y escritor italiano.
Enseña filología románica en la Universidad de Siena.
Claudio Lagomarsini es filólogo románico, especialista en literatura artúrica y en traducciones de los textos latinos en las lenguas romances medievales. También ha publicado una novela y varios cuentos, ganando la edición 2019 del Premio Calvino (sección de cuentos).
Tras graduarse en la Universidad de Pisa (2008), obtuvo el doctorado en Filología Románica en la Universidad de Siena (2012). Entre 2016 y 2017 fue becario “Marco Praloran” en la Fundación Ezio Franceschini de Florencia y en la Universidad de Lausana.
Es autor de ensayos crítico-filológicos y editor de textos medievales, con especial atención a las literaturas francesa e italiana de los siglos XII-XIV. Colabora con el suplemento cultural de Il Sole 24 Ore .

## Obras

### Ensayos críticos y ediciones.
- Les Aventures des Bruns. Compilazione guioniana atribuible a Rustichello da Pisa, Florencia, Edizioni del Galluzzo, 2014, ISBN 978-88-8450-572-9.
- Lais, épîtres et épigraphes en vers dans le Cycle de Guiron le Courtois, París, Classics Garnier, 2015, ISBN 978-2812434082.
- Virgilio, Æneis': volgarizzamento senese trecentesco di Ciampolo di Meo Ugurgieri, Pisa, Edizioni della Normale, 2018, ISBN 978-88-7642-630-8.
- Il Graal e i cavalieri della Tavola Rotonda. Guida ai romanzi francesi del Duecento, Bolonia, il Mulino, 2020, ISBN 978-88-15-28608-6.
- Il ciclo di Guiron le Courtois. Romanzi in prosa del secolo XIII, vol. IV: Roman de Guiron. Parte Prima, Florencia, Edizioni del Galluzzo, 2020, ISBN 978-88-8450-969-7.
- L'invenzione dell'intreccio. La svolta medievale nell'arte narrativa, Bolonia, il Mulino, 2023, ISBN 978-88-15-38775-2.
- La Bible française du XIIIᵉ siècle. Édition critique des livres de Ruth, Judith et Esthe, Ginebra, Droz, 2024, ISBN 978-2-600-06518-4.

### Novelas y cuentos
- Ai sopravvissuti spareremo ancora (novela), Roma, Fazi 2020; Traducción al ucraniano: По тих, хто вижив, стрілятимемо ще, Kiev, Anetta Antonenko, 2022 ISBN 978-88-932-5640-7 .
- Le scatole (cuento), en L'inquieto, n° 17, 2022, p. 27-43 (con ilustraciones de Bernardo Anichini)  .
- Il Grande Alessandro (cuento), en Nuovi Argomenti, n° 64 (octubre-diciembre), 2013.
- Jenny (cuento), en Retabloid, febrero de 2017.
- Il vecchio Kenji (cuento), en Colla, 2018  .